# سرگی لیشتوان
سرگی لیشتوان (به بلاروسی: Сяргей Ліштван) (زادهٔ ۵ نوامبر ۱۹۷۰) کشتی‌گیر بازنشستهٔ اهل بلاروس است که در دستهٔ سنگین‌وزن کشتی فرنگی رقابت می‌کرد. لیشتوان مدال نقرهٔ المپیک ۱۹۹۶ آتلانتا و سه مدال طلا (۱۹۹۶، ۱۹۹۸، ۲۰۰۰)، دو نقره (۲۰۰۲، ۲۰۰۳) و یک برنز (۱۹۹۵) مسابقات قهرمانی کشتی اروپا را کسب کرده‌است. او در بازی‌های المپیک ۲۰۰۰ سیدنی و ۲۰۰۴ آتن نیز شرکت کرد.